# フッ化ネプツニウム(V)
フッ化ネプツニウム(V)(Neptunium(V) fluoride)は、ネプツニウムとフッ素からなる化学式NpF5の化合物である。

## 合成
フッ化ネプツニウム(VI)とヨウ素の反応で合成することができる。副生物として五フッ化ヨウ素が生成する。
{\displaystyle \mathrm {10\ NpF_{6}\ +\ I_{2}\ \longrightarrow \ 10\ NpF_{5}\ +\ 2\ IF_{5}} }

## 性質
318℃で熱分解し、フッ化ネプツニウム(IV)とフッ化ネプツニウム(VI)になる。フッ化ウラン(V)とは異なり、三塩化ホウ素とは反応せず、無水フッ化水素中でフッ化リチウムと反応し、LiNpF6を生成する。